# Sálový kostel

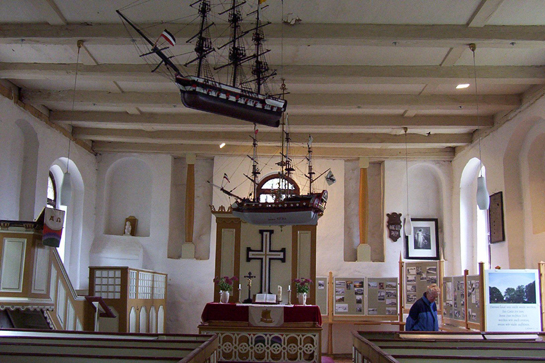
Interiér sálového kostela v Garzu

Sálový kostel nebo též jednolodní kostel je sakrální stavba, jejíž vnitřek není členěn samostatnými podpěrami (sloupy). 
  Vedle halového kostela, baziliky je to jeden ze základních typů stavby kostela. Sálový kostel je terminologický pojem používaný především v německy mluvících zemích, ostatní evropská jazyková prostředí používají název jednolodní kostel.

## Půdorysy

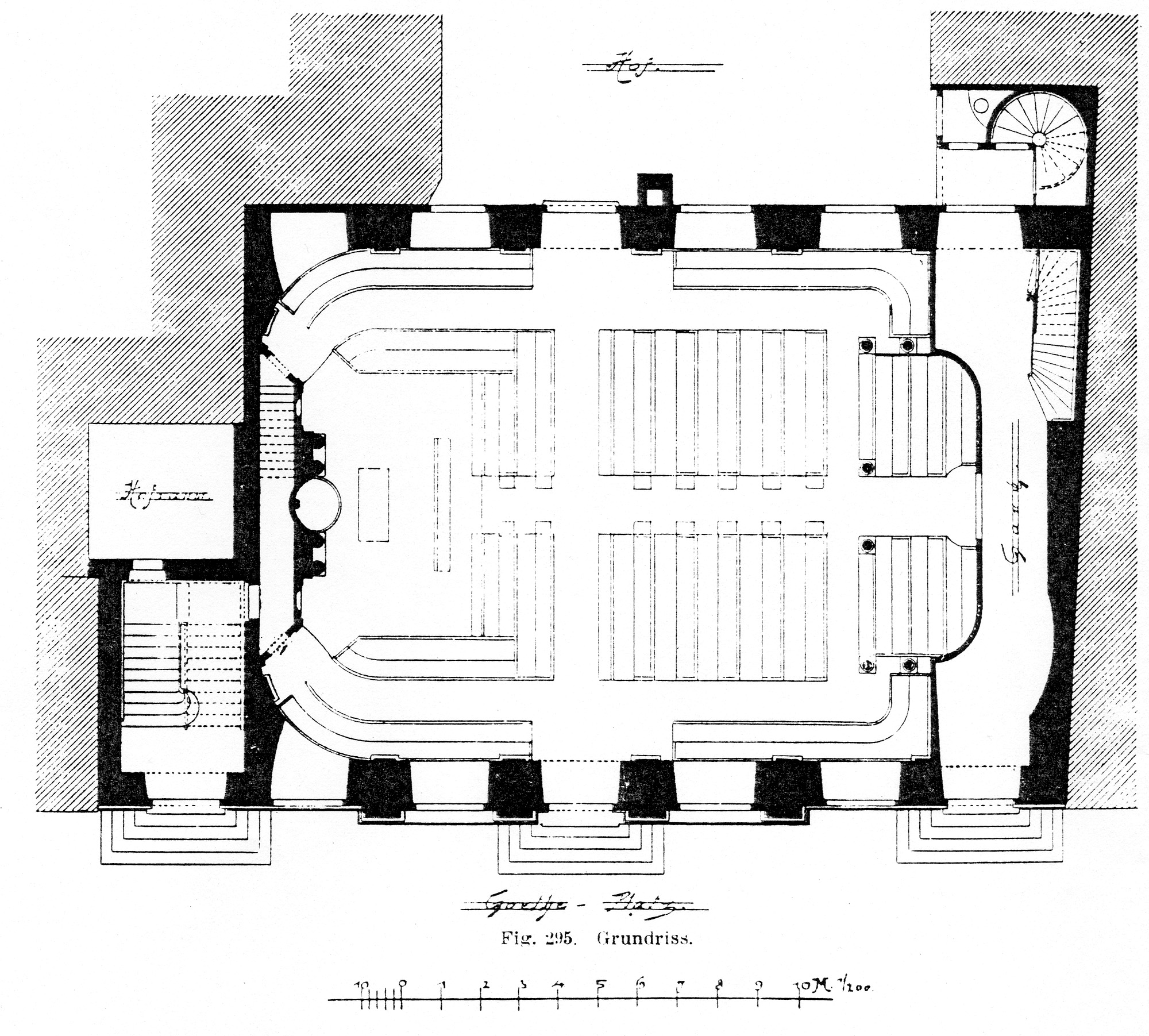
Půdorys reformovaného kostela ve Frankfurtu nad Mohanem

Půdorys sálového kostela povětšinou bývá obdélníkový, ale nemusí to být pravidlem. Může proto být doplněn transeptem. U velké části dochovaných i archeologicky potvrzených sálových kostelů je kněžiště mírně odsazené, tedy poněkud užší než loď. Kostely s polygonální, okrouhlou či oválnou lodí bez volně stojících podpěr se označují také jako sálové. Čím užší a delší je interiér, tím více se spíše používá označení jednolodní kostel. Kostely bez sloupů a pilířů, ale s půdorysem ve tvaru kříže, jsou označovány jako „křížové sálové kostely“ nebo „jednolodní křížové kostely“.

## Stropy
Sálové kostely mohou mít dřevěný strop nebo krov otevřený do interiéru kostela. Mohou však být také klenuté, což negativně působí na šířku kostela. Kromě valených nebo stanových kleneb, které se rozprostírají po celé místnosti, bývá strop také rozdělen na několik klenebních polí, která jsou překlenuta křížovými nebo žebrovými klenbami. Žebrová klenba kostela svatého Mořice v jihofrancouzském městě Mirepoix se rozprostírá v nejširší gotické lodi období středověku o šířce 21,40 m.

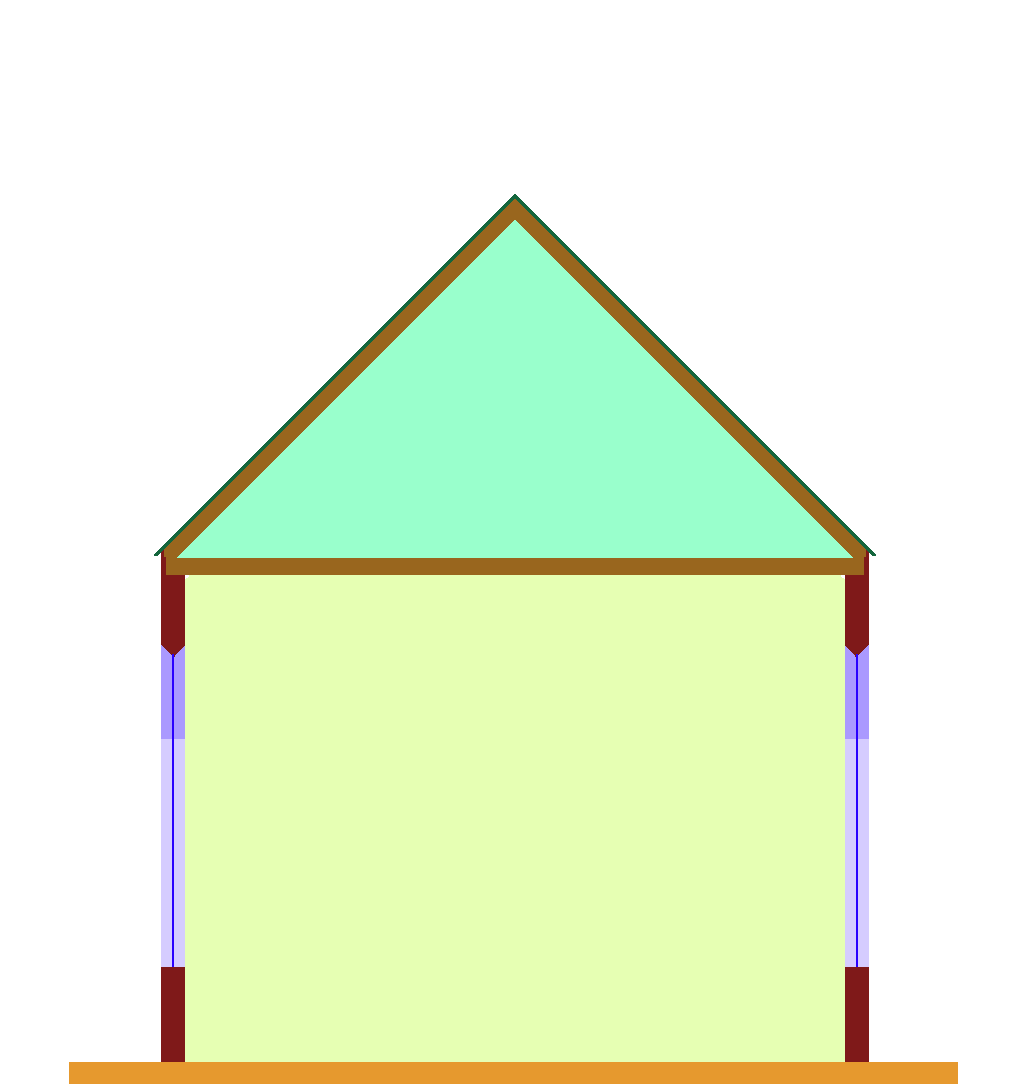
Jednoduchý sálový kostel s plochým dřevěným stropem
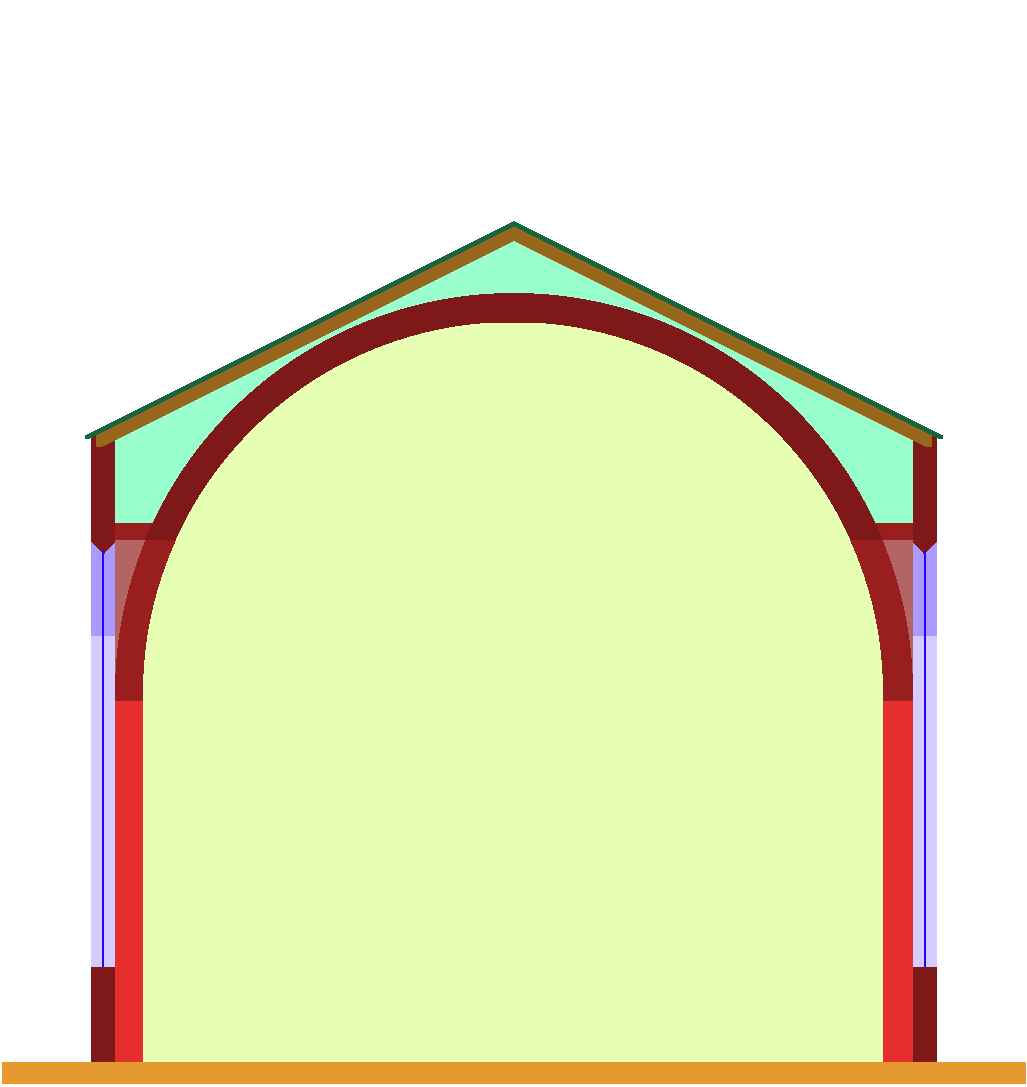
Sálový kostel s valenou klenbou a přilehlými pilastry
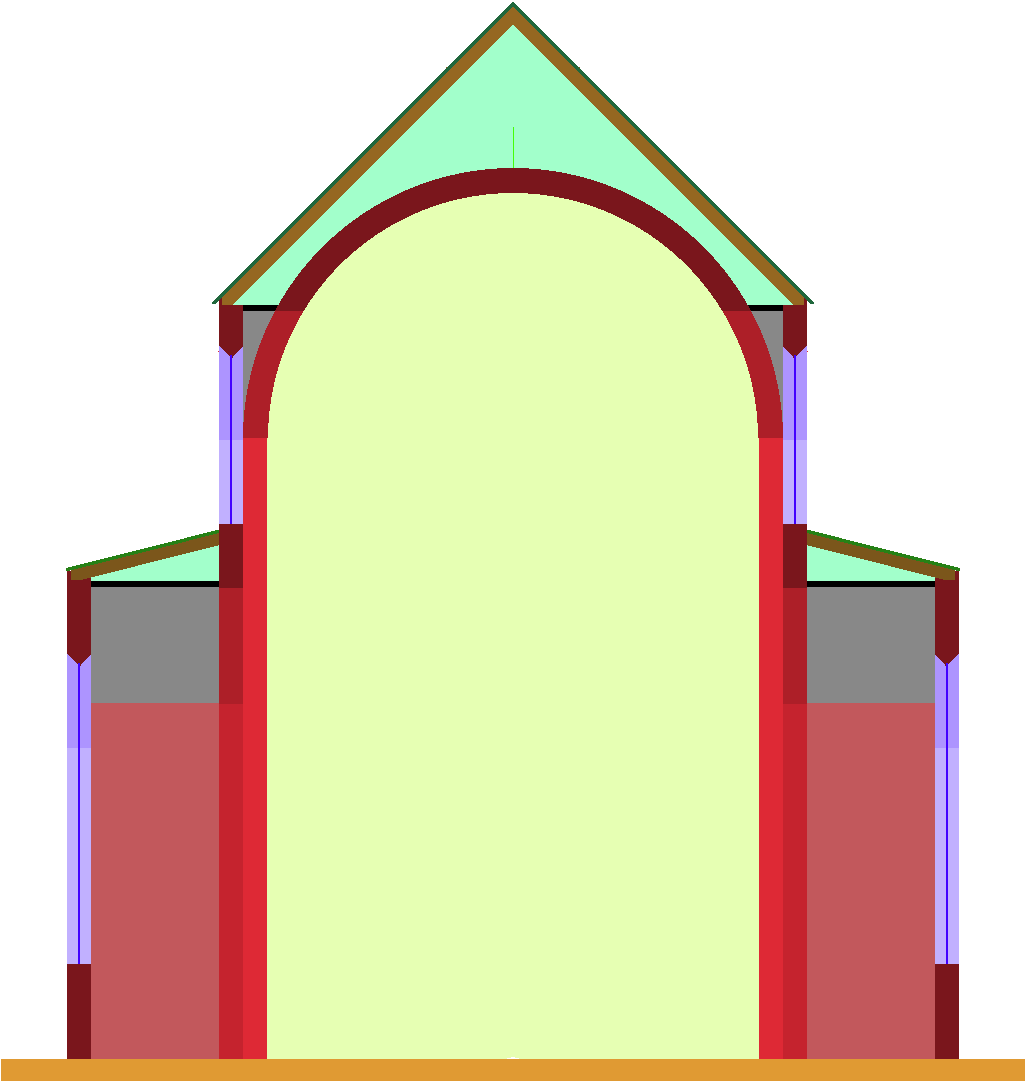
Výklenkový sál s horními patry nad bočními kaplemi

## Historie

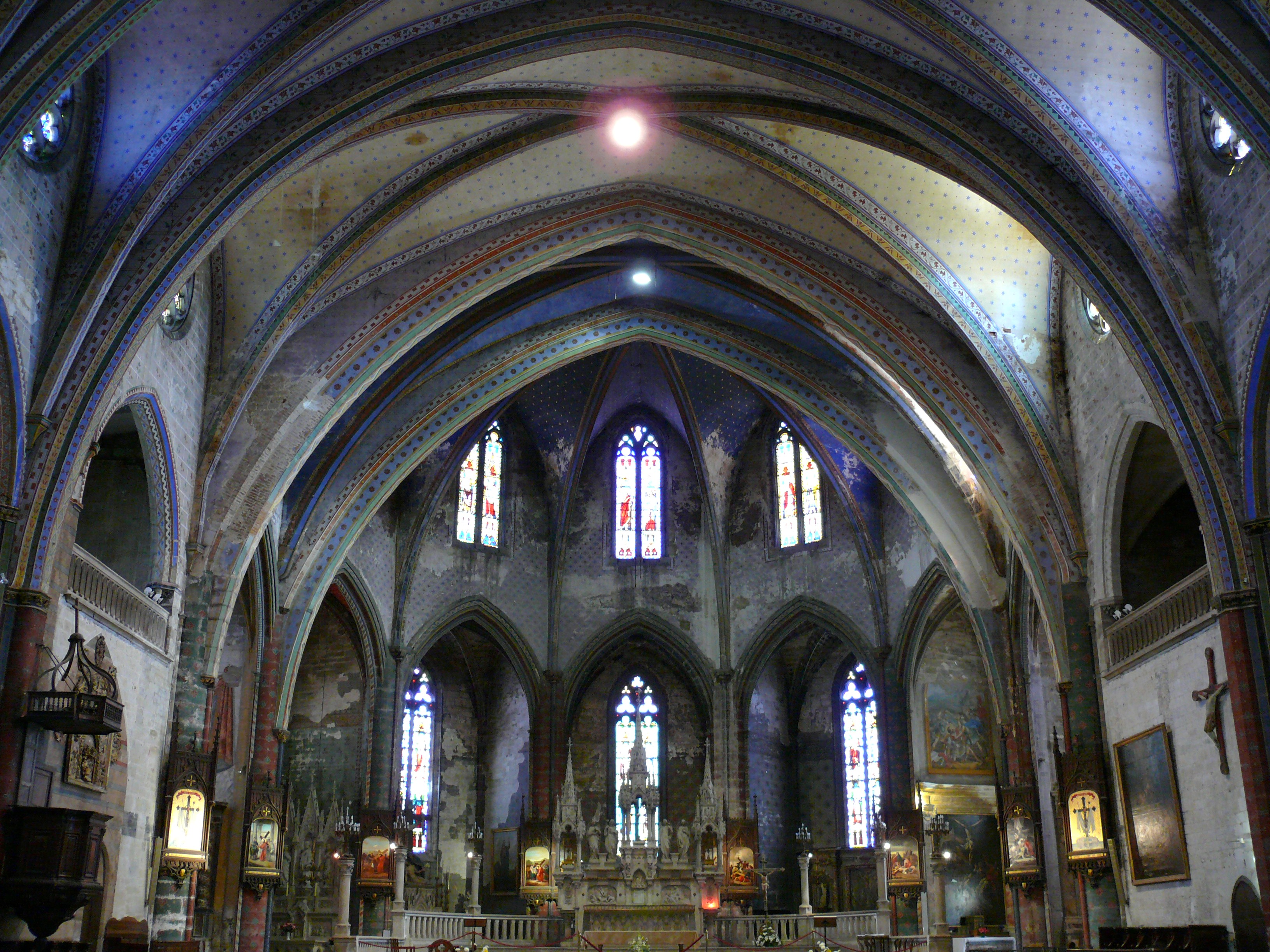
Kostel svatého Mořice v Mirepoix

Sálové kostely byly na mnoha místech prvními kostely, které jsou však již často ověřitelné pouze archeologicky (například karolínské kostely se třemi apsidami). Po dlouhou dobu byla velmi omezená šířka prostoru, který bylo možné zastřešit bez podpěr. Jak se zvyšoval počet obyvatel ve farnosti, bylo mnoho sálových kostelů nahrazeno vícelodními nebo rozšířeno do vícelodní podoby. Na některých místech byla vnější zeď jednoduše nahrazena arkádou a vedle staré byla postavena druhá loď.
S rozvojem nových technik a lepších stavebních materiálů však mohly být v pozdně gotickém období překlenuty i větší prostory. Kromě toho byla reformací znovu objevena křesťanská skromnost. Proto byly po třicetileté válce nebo po válce o falcké dědictví některé zničené halové kostely a pseudobaziliky přestavěny na sálové kostely. Vnější vzhled lodi se však často těžko měnil. Sloupy přestaly být populární, protože blokovaly výhled na oltář a protože měly být stavby odlišné od gotiky. Velká část nových kostelů proto měla vzhled sálových kostelů.
Historismus znovu přinesl některé sálové kostely a baziliky. Z některých vícelodních kostelů, které byly zničeny během druhé světové války, se během rekonstrukce staly sálové kostely.

## Zvláštní typy

### Pilířový kostel a výklenkový sál

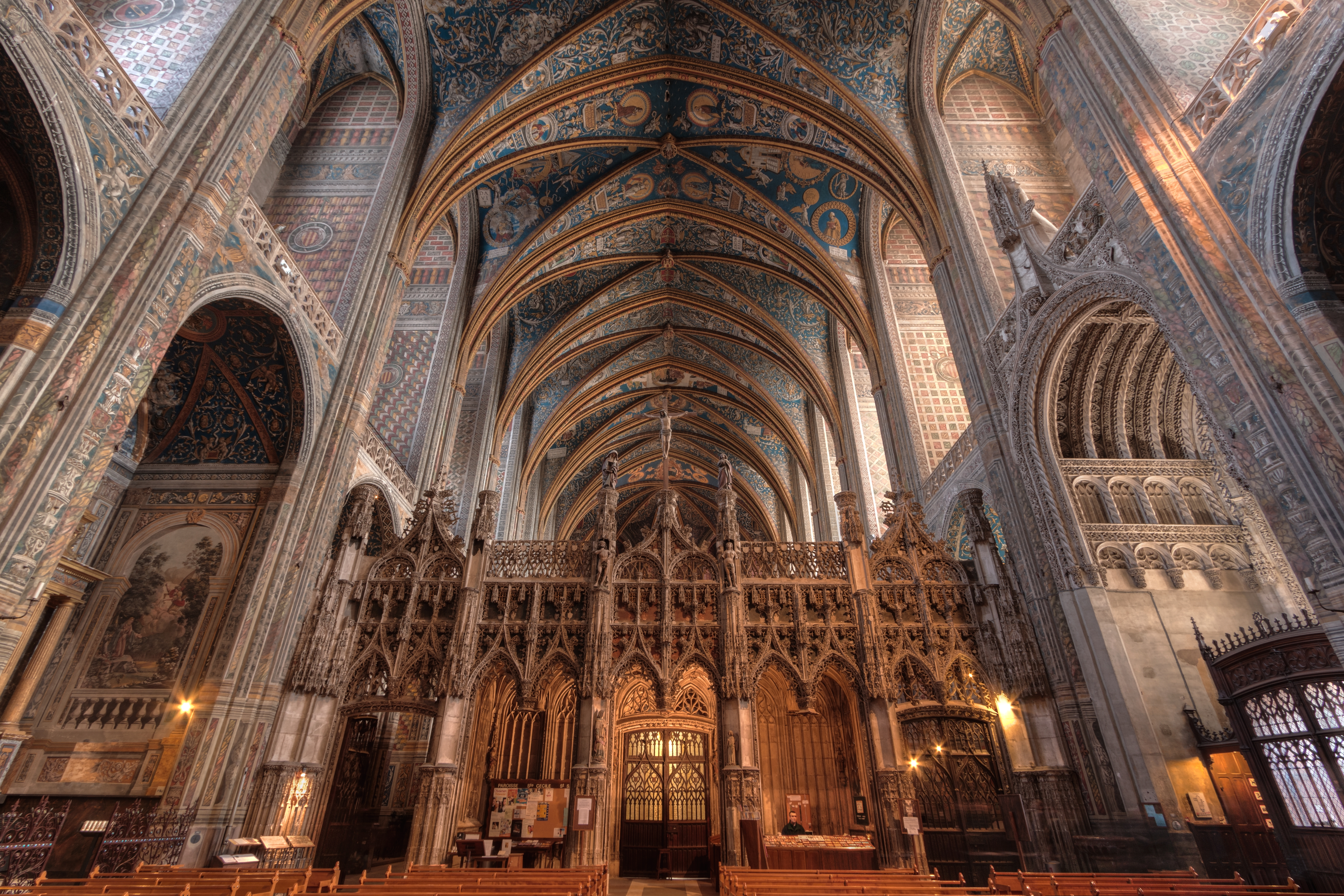
Interiér (výklenkový sál) katedrály svaté Cecílie v Albi

V období renesance a baroka se na vnitřní straně stěn přednostně používaly podpěry, aby se rozložily síly, které vznikají při zaklenutí velkých prostorů. Pokud tyto stěnové podpěry vyčnívají jen málo, hovoří se o pilířovém kostele. Některé sálové kostely jsou také pilířovými kostely, například mnichovský Frauenkirche. Pokud žebra stěny vyčnívají více, vytvoří se tak výklenky. V katolických kostelech byly tyto výklenky často využívány pro zřizování kaplí, proto jsou také výklenkové sály rozšířené převážně v katolických kostelech. Tyto výklenky mohou sahat až ke stropu lodi, ale mohou také končit tak nízko, že na předních koncích dělicích stěn spočívá horní patro s okny. Prostorový dojem je pak podobný dojmu baziliky, i když zde nejsou boční lodě.

### Transeptový (příčný) kostel
Sálové kostely jsou obvykle zarovnány podélně, oltář a chór jsou umístěny na jedné z užších stran a ve středověku vždy směřovaly na východ. Od období reformace existovaly kazatelské kostely a takzvané transeptové sálové kostely nebo zkráceně příčné kostely, přičemž kazatelna a stále více i kněžiště zaujímají polohu u dlouhé strany.